# Obdulio Varela
Artikeln följer den spanska namnseden; faderns efternamn är Muiños och moderns efternamn Varela.
Obdulio Jacinto Muiños Varela, född 20 september, 1917 i Montevideo, död 2 augusti, 1996, var en uruguayansk fotbollsspelare som spelade som försvarare eller defensiv mittfältare. 
Varela deltog i två världsmästerskap, och spelade bland annat i vad som senare kom att kallas "El Maracanazo" (sista matchen vid VM 1950). Han spelade i fem sydamerikanska mästerskap varav en slutade med vinst (SM 1942).

## Meriter

### Klubb
Peñarol
- Primera Division: 1944, 1945, 1949, 1951, 1953 och 1954
- Torneo de Honor: 1944, 1945, 1947, 1949, 1950, 1951, 1952 och 1953
- Competencia: 1943, 1946, 1947, 1949, 1951 och 1953

### Landslag
- Världsmästerskapet i fotboll: 1950
- Sydamerikanska mästerskapet: 1942
- Copa Rio Branco: 1940, 1946, 1948
- Copa Escobar Gerona: 1943